# Оверчук Анатолій Федорович
Анатолій Федорович Оверчу́к (нар. 21 вересня 1910, Київ — пом. 7 березня 1991, Львів) — український радянський скульптор і педагог; член Спілки радянських художників України з 1953 року. Батько скульптора Олесандра Оверчука.

## Біографія
Народився 21 вересня 1910 року в місті Києві (нині Україна). Брав участь у німецько-радянській війні. Нагороджений орденом Вітчизняної війни II ступеня (6 квітня 1985). 1950 року закінчив Київський художній інститут, де навчався зокрема у Леоніда Шервуда, Макса Гельмана, Михайла Лисенка, Олександра Сиротенка, Костянтина Єлеви.
З 1950 року працював у Львівському інституті прикладного та декоративного мистецтва: у 1966—1972 роках — доцент кафедри скульптури. Серед учнів: Петро Мазур, Еммануїл Мисько, Михайло Нарузецький, Михайло Попович, Микола Щербаков. Член КПРС з 1964 року.
Жив у Львові в будинку на вулиці Котовського, № 10 а, квартира № 1. Помер у Львові 7 березня 1991 року.

## Творчість
Працював у галузі станкової скульптури. Серед робіт:
- «Хорольська яма» (1941, Національний музей історії України);
- «Вирок катові» (1942—1943, Національний музей історії України);
- «Осинка (Портрет дівчинки)» (1943);
- «Н. Созіна» (1944);
- «Полонений фашист» (1945);
- «М. Гризун» (1947);
- «Знамено України» (1948);
- портрет-рельєф Марини Гризун для стели в Богуславі (1949);
- «Нескорена Богуславка» (1949—1950, гіпс тонований);
- погруддя М. Когут (1951);
- погруддя Івана Сошенка (1955);
- «Ілліч» (1956, мармур; Київська філія Центрального музею Володимира Леніна);
- портрет Йосипа Бокшая (1956);
- портрет Романа Сельського (1957, гальваніка, срібло);
- «Голубка миру» (1959—1960);
- «Ноктюрн» (1960, мармур);
- «Голубка миру» (1961);
- «За мир!» (1961—1967, мамонтова кістка);
- портрет Фрідріха Енгельса (1963, дерево);
- погруддя Тараса Шевченка (1963—1964, гіпс);
- «Материнство» (1964–1966, слонова кістка);
- портрет Карла Маркса (1969, базальт; 1970, мамонтова кістка).

Стела з портретом Марини Гризун у Богуславі.

Брав участь у республіканських виставках з 1945 року. 
Крім вище згаданих музеїв роботи скульптора зберігаються в Національному музеї у Львові, Канівському музеї Тараса Шевченка, Музеї історії Богуславщини.